# Bulbophyllum erinaceum
Bulbophyllum erinaceum là một loài phong lan thuộc chi Bulbophyllum.